# Valbert
Valbert is een plaats in Noordrijn-Westfalen en sinds 1969 een stadsdeel van de gemeente Meinerzhagen. De plaats telt circa 1900 inwoners. Tot 1975 vormden Valbert en Meinerzhagen het Amt Meinerzhagen.